# Thomas Kluge (Fußballspieler)
Thomas Kluge (* 16. Juni 1966) war Fußballspieler von 1988 bis 1991 in der DDR-Oberliga, von 1991 bis 1998 in der 2. Fußball-Bundesliga.

## Fußball-Laufbahn
Die weitläufige Fußballkarriere von Thomas Kluge begann in der kleinen Kreisstadt Schönebeck (Elbe), wo er bis zum 22. Lebensjahr bei der Betriebssportgemeinschaft Motor spielte, zuletzt in der zweitklassigen DDR-Liga. Im Sommer 1988 wechselte er in die nahe gelegene Bezirkshauptstadt zum 1. FC Magdeburg. Dort wurde der 1,90 m große gelernte Kfz-Schlosser als Mittelfeldspieler in das Oberligaaufgebot eingegliedert. Nachdem er bereits im Juni im Intertoto-Wettbewerb eingesetzt worden war, kam er auch gleich im ersten Oberligapunktspiel der Saison 1988/89 als zentraler Verteidiger zum Einsatz und bestritt bis zum Ende der Spielzeit insgesamt 15 Punktspiele mit der Magdeburger Oberligamannschaft. Trotzdem verließ Kluge den FCM und meldete sich für die Spielzeit 1989/90 beim Oberligaaufsteiger Stahl Eisenhüttenstadt an.
In Eisenhüttenstadt war Kluge von Beginn an Stammspieler in der Abwehr und fehlte nur in zwei der 26 Punktspiele. Damit war er entscheidend mitverantwortlich für die Sicherung des Klassenerhalts. Bereits vor dem Ende der Spielzeit 1989/90 hatte sich die Betriebssportgemeinschaft Stahl im Mai 1990 im Zuge der Reorganisation des ostdeutschen Sports infolge der deutschen Wiedervereinigung in den Eisenhüttenstädter FC Stahl umgebildet. Der neue Verein nahm in der neu gegründeten NOFV-Oberliga den Kampf um die Plätze in der 1. oder 2. Bundesliga des DFB auf. Kluge war mit 25 Punktspieleinsätzen erneut einer der wertvollsten Spieler der Eisenhüttenstädter, die jedoch mit Platz 9 am Ende der Saison die Qualifikation für den Profifußball verfehlten. Immerhin gelangten sie in das letzte Endspiel des DDR-Fußballpokals, unterlagen dort jedoch mit Kluge als zentralem Abwehrspieler Hansa Rostock mit 0:1.
Am Supercup-Halbfinalspiel EFC – Werder Bremen (0:1) nahm Kluge bereits nicht mehr teil, denn er hatte inzwischen einen Vertrag beim Zweitligisten Blau-Weiß 90 Berlin erhalten. Bei den Berlinern bestritt Kluge in der Saison 1991/92 alle 32 Punktspiele, doch da Blau-Weiß für die folgende Saison keine Lizenz erhielt, wechselte er im Sommer 1992 zum FC 08 Homburg, der ebenfalls in der 2. Bundesliga spielte. Hier blieb Kluge drei Jahre und absolvierte 68 der 118 Punktspiele der Saarländer. In der Saison 1994/95 war er mit elf Einsätzen nicht mehr erste Wahl gewesen, daher beendete er seinen Vertrag und nahm einen weiteren Wechsel, diesmal zum norddeutschen Zweitligisten SV Meppen, vor. In seiner ersten Meppener Spielzeit 1995/96 kam er in 25 der 34 Punktspiele zum Einsatz. In den folgenden zwei Jahren wurde er nur noch in acht Zweitligaspielen aufgeboten, und so beendete nach Abschluss der Saison 1997/98 seine Laufbahn als Leistungssportler.